# Grand Architecte de l'Univers

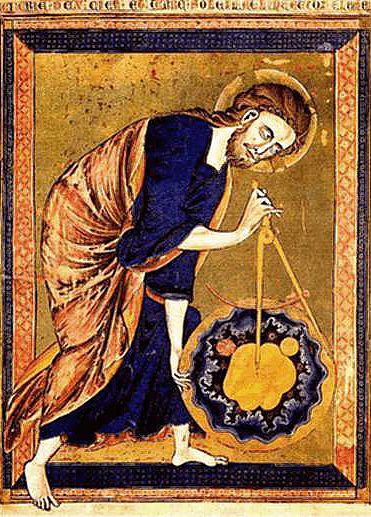
Dieu, Grand Architecte,
dans une enluminure médiévale (c. 1250).

Le Grand Architecte de l'Univers, bien que fréquemment utilisé en franc-maçonnerie  et compagnonnage est un concept qui n'est pas d'origine maçonnique. Il relève de la philosophie des religions et de la théologie et seulement accessoirement de la maçonnologie.

## Histoire du concept de Grand Architecte de l'Univers
L'idée d'un Être Suprême dont l'intelligence ordonnerait l'univers, comme pourrait le faire un « grand architecte » ou un « grand horloger », est constitutive de ce qu'on nomme la religion naturelle. On la trouve déjà chez Cicéron :
« Quoi de plus manifeste et de plus clair, quand nous avons porté nos regards vers le ciel et contemplé les corps célestes que l'existence d'une divinité d'intelligence absolument supérieure qui règle leurs mouvements ? [...] non seulement la demeure céleste et divine a un habitant, mais celui qui l'habite exerce sur le monde une action directrice, il est en quelque sorte l'architecte d'un si grand ouvrage et veille à son entretien [...] »
On la retrouve aussi chez Jean Calvin qui, dans son traité « Institution de la religion chrétienne », appelle à plusieurs reprises Dieu « Grand Architecte » ou « Architecte de l'Univers ».
Mais la métaphore selon laquelle Dieu pourrait être conçu comme étant le « Grand Architecte de l'Univers » se rapporte surtout à l'une des idées-clés de la philosophie des Lumières. Elle est particulièrement liée à Leibniz (1646-1716) qui, après la philosophie cartésienne, l’empirisme de Locke et la science newtonienne affirme par exemple :
« Il résulte de la perfection suprême de Dieu qu’en produisant l’univers, il a choisi le meilleur plan possible [...] »
Après lui, son disciple Wolff (1679-1754) expose aussi l'idée selon laquelle Dieu serait avant tout un être de raison, savant ordonnateur du monde.

## Le Grand Architecte de l'Univers en franc-maçonnerie
Bien que le concept de Grand Architecte de l'Univers ne soit pas d'origine maçonnique, il a pris une importance particulière dans le contexte de la franc-maçonnerie, notamment dans le cadre de la Querelle du Grand Architecte de l'Univers.
Au XVIIe siècle et au début du XVIIIe siècle, les premiers francs-maçons étaient tous soit catholiques, soit protestants. Les plus anciens manuscrits maçonniques connus, même dans les loges d'inspiration calviniste, n'utilisent cependant jamais l'expression « Grand Architecte de l'Univers », bien que le manuscrit Dumfries no 4 de 1710 mentionne l'expression proche « honorer et adorer sincèrement le Grand Architecte du ciel et de la terre ». 
On retrouve ensuite cette expression de manière exacte en 1723 dans les Constitutions of the free-masons :
« ADAM, our first Parent, created after the Image of God, the great Architect of the Universe, must have had the Liberal Sciences, particularly Geometry, written on his Heart [...] »
On retrouve également dans la divulgation « Three distinct Knocks », publiée à Dublin et à Londres en avril 1760 une expression proche des termes « Grand Architecte de l'Univers » : Il s'agit d'une prière à « notre Seigneur Jésus-Christ » qui commence par ces termes :
« Ô Seigneur Dieu, Grand et Universel Maçon du Monde, et premier constructeur de l'Homme comme s'il était un temple [...] »
Dans la seconde moitié du XVIIIe siècle et dans la première moitié du XIXe siècle, la franc-maçonnerie s'ouvre à d'autres religions et à d'autres conceptions, en particulier déistes. L'expression « Grand Architecte de l'Univers » fut alors de plus en plus souvent utilisée, souvent en remplacement du mot « Dieu », car étant plus générale, elle convenait aussi bien aux déistes qu'aux théistes des différentes religions.
Dans la seconde moitié du XIXe siècle, la question de l'admission des athées en franc-maçonnerie s'est posée, particulièrement en France et en Belgique, alors que la franc-maçonnerie anglo-américaine, fidèle aux Constitutions d'Anderson et à certains de ses textes fondateurs suivants, continuait d'interdire l'entrée de ses loges aux athées. Il s'est ensuivi, dans certaines loges libérales, l'abandon de l'expression « Grand architecte de l'Univers » dans les rituels ainsi qu'une querelle qui sépare encore aujourd'hui différentes obédiences maçonniques.

## Autres interprétations du Grand Architecte de l'Univers
- Dans l'hermétisme, selon l'auteur Mary Anna Slipper, le Grand Architecte peut aussi être une métaphore faisant allusion au potentiel divin de chaque individu. "(Dieu). Cette puissance invisible que tous connaissent existe, mais comprise par de nombreux noms différents, tels que Dieu, Esprit, Être suprême, Intelligence, Mental, Energie, Nature et ainsi de suite[8].
- Dans le Gnosticisme, le démiurge est le Grand Architecte de l'Univers, le Dieu de l'Ancien Testament, en opposition au Christ et à Sophia, messagers de la Gnose du Vrai Dieu[9].